# Kfar Šalem

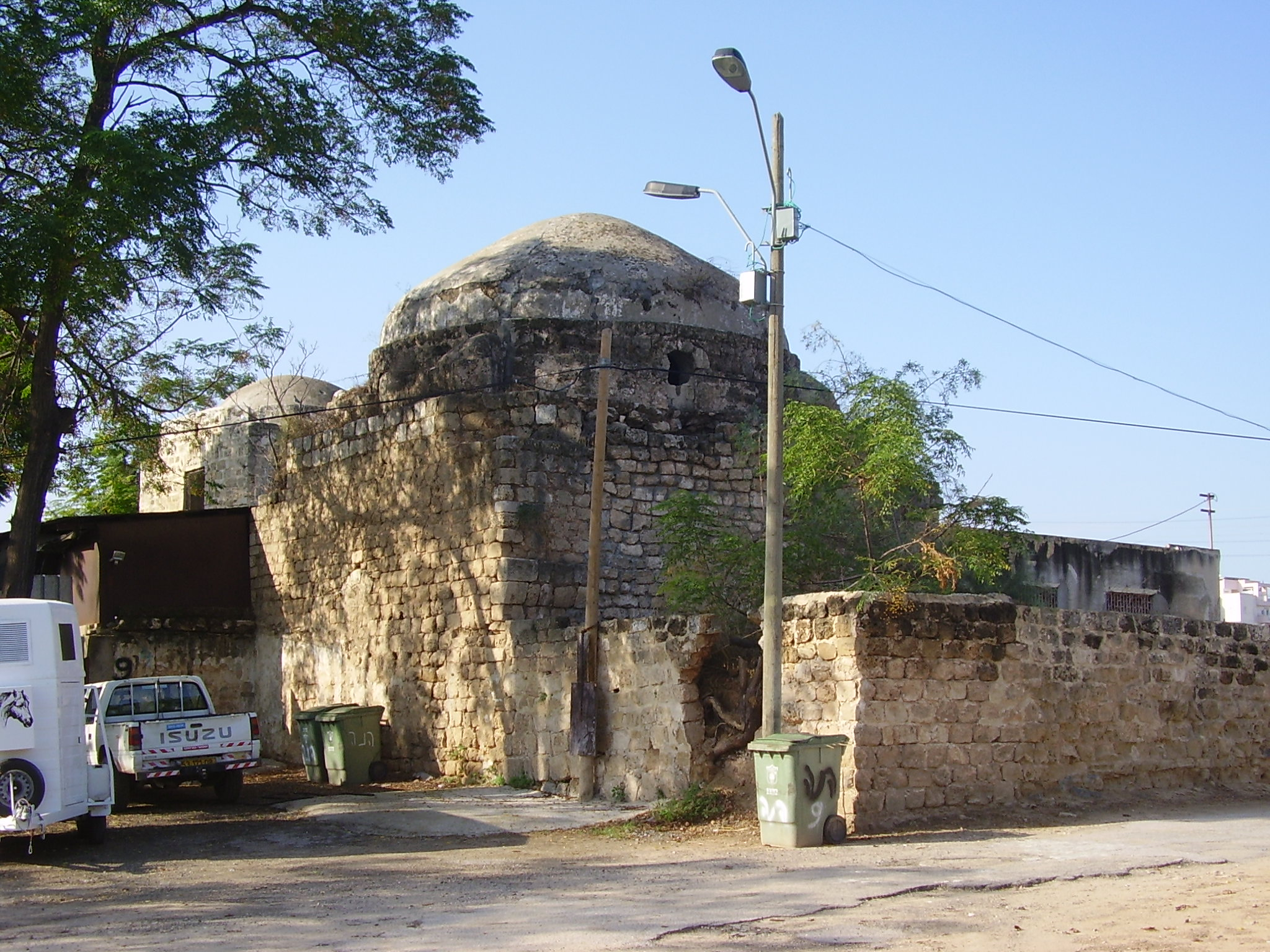
Mešita coby pozůstatek původní arabské vesnice v Kfar Šalem

Kfar Šalem (hebrejsky: כפר שלם) je čtvrť ve východní části Tel Avivu v Izraeli. Je součástí správního obvodu Rova 9 a samosprávné jednotky Rova Darom Mizrach.

## Geografie
Leží na východním okraji Tel Avivu, cca 4,5 kilometru od pobřeží Středozemního moře, v nadmořské výšce okolo 40 metrů. Dopravní osou čtvrti je silnice číslo 461 (ulice Derech Chajim Bar Lev). Na severu s ní sousedí čtvrť Ramat ha-Tajasim, na západě Neve Barbur a Neve Kfir, na jihu Livne a na východě Neve Eli'ezer a Neve Chen.

## Popis čtvrti
Plocha čtvrti je vymezena na severu ulicí Ma'apilej Egoz a Derech ha-Hagana, na jihu třídou Derech Chajim Bar Lev a ulicí Machal, na východě třídou Cvija Lubetkin a na západě ulicí Moše Brill a ha-Rav Alnekave. Zástavba má charakter volnějši a nepravidelné výstavby na rostlém půdorysu původní arabské vesnice. V roce 2007 zde žilo 5765 obyvatel (údaj společný pro čtvrť Neve Eli'ezer a východní část čtvrtě Kfar Šalem). V západní části Kfar Šalem společně s čtvrtí Neve Barbur žilo v roce 2007 4403 obyvatel. 
Na místě nynější čtvrtě Kfar Šalem stávala dříve velká arabská vesnice Salama. Jmenovala se podle Salama Ibn Hašima, druha proroka Mohameda, jehož hrobka zde stále stojí. V roce 1920 byla ve vesnici založena základní chlapecká škola, v roce 1936 vznikla i dívčí škola. Stála zde mešita. V roce 1931 měla vesnice 3 691 obyvatel. V dubnu 1948, na počátku války za nezávislost byla ovládnuta židovskými silami a arabské osídlení zde skončilo. Zástavba byla zčásti zachována a dodnes je v Kfar Šalem dochováno několik původních arabských domů.